# Beinn a’ Chlachair

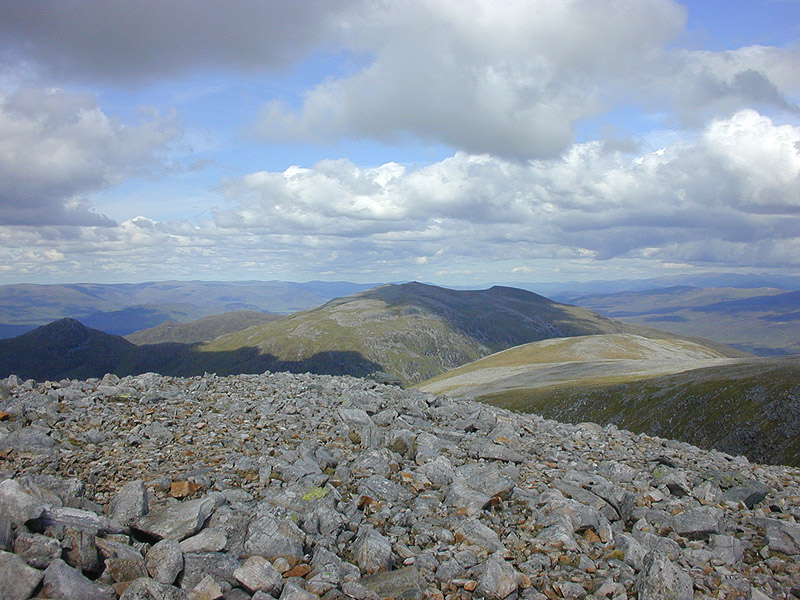
Blick vom Gipfel nach Nordosten, in der Mitte der Geal Chàrn, links im Schatten der Creag Pitridh

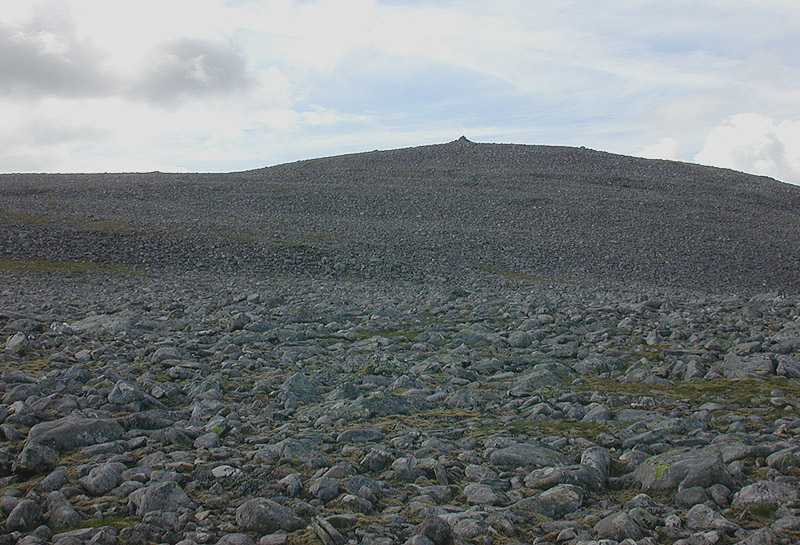
Blick von Südwesten über das steinige Gipfelplateau zum Gipfelcairn des Beinn a’ Chlachair

Der Beinn a’ Chlachair ist ein als Munro und Marilyn eingestufter, 1.087 m (3.566 ft) hoher Berg in Schottland. Sein gälischer Name kann in etwa mit Berg des Steinmetzes übersetzt werden.
Er liegt in der Council Area Highland in den Grampian Mountains östlich von Spean Bridge zwischen Loch Laggan und Loch Ericht in der einsamen Berglandschaft des Ardverikie Forest. Insgesamt liegen im Ardverikie Forest drei Munros und diverse weitere Gipfel. Südlich schließt sich, getrennt durch das rund 500 Meter tiefer liegende An Lairig die Bergkette nördlich des Ben Alder an.
Der Beinn a’ Chlachair ist ein langgestreckter und massiger, etwa in Richtung von Südwesten nach Nordosten verlaufender Berg. Nach Südosten besitzt er  mit den Garbh Bhruthach eine steile felsdurchsetzte Seite, die fast zwei Kilometer lang mehrere hundert Meter ins An Lairig abfällt. Auch die Nordwestseite fällt relativ steil ab, jedoch nicht so felsig wie die Südostseite, die Hänge sind, wie auch das ausgedehnte Gipfelplateau, von steiniger Moos- und Heidelandschaft geprägt. Markant wird die Nordwestseite unterhalb des Hauptgipfels vom tief eingeschnittenen und steilen Coire Mòr a’ Chlachair unterbrochen. Nach Westen schließt sich ein breiter, wenig markanter Grat an, der im Ceann Caol Beinn a’ Chlachair endet. Nach Osten öffnet sich mit dem Coire Beag a’ Chlachair ein zweites, weniger steiles Kar, zwischen den beiden Karen fällt der Berg nach Norden flacher bis zum Bealach Leamhain auf etwa 730 Meter Höhe ab. Nordöstlich an diesen Bealach schließt sich der Geal Chàrn an.
Viele Munro-Bagger kombinieren eine Besteigung des Beinn a’ Chlachair mit den beiden benachbarten Munros Geal Chàrn und Creag Pitridh. Ausgangspunkt ist ein Parkplatz an der A86 bei der kleinen Ansiedlung Moy, westlich von Loch Laggan. Von dort führt der Zustieg über Forstwege und später über Jagdpfade vorbei am Lochan na h-Earba entlang des Bachlaufs Allt Coire Pitridh bis zur Nordseite des Bergs und östlich des Coire Mòr a’ Chlachair zum ausgedehnten Gipfelplateau. Alternativ können auch die Westseite oder der wenig ausgeprägte Nordgrat ab dem Bealach Leamhain als Auf- und Abstiege genutzt werden. 